# Ancien centre de tri Saint-Jean

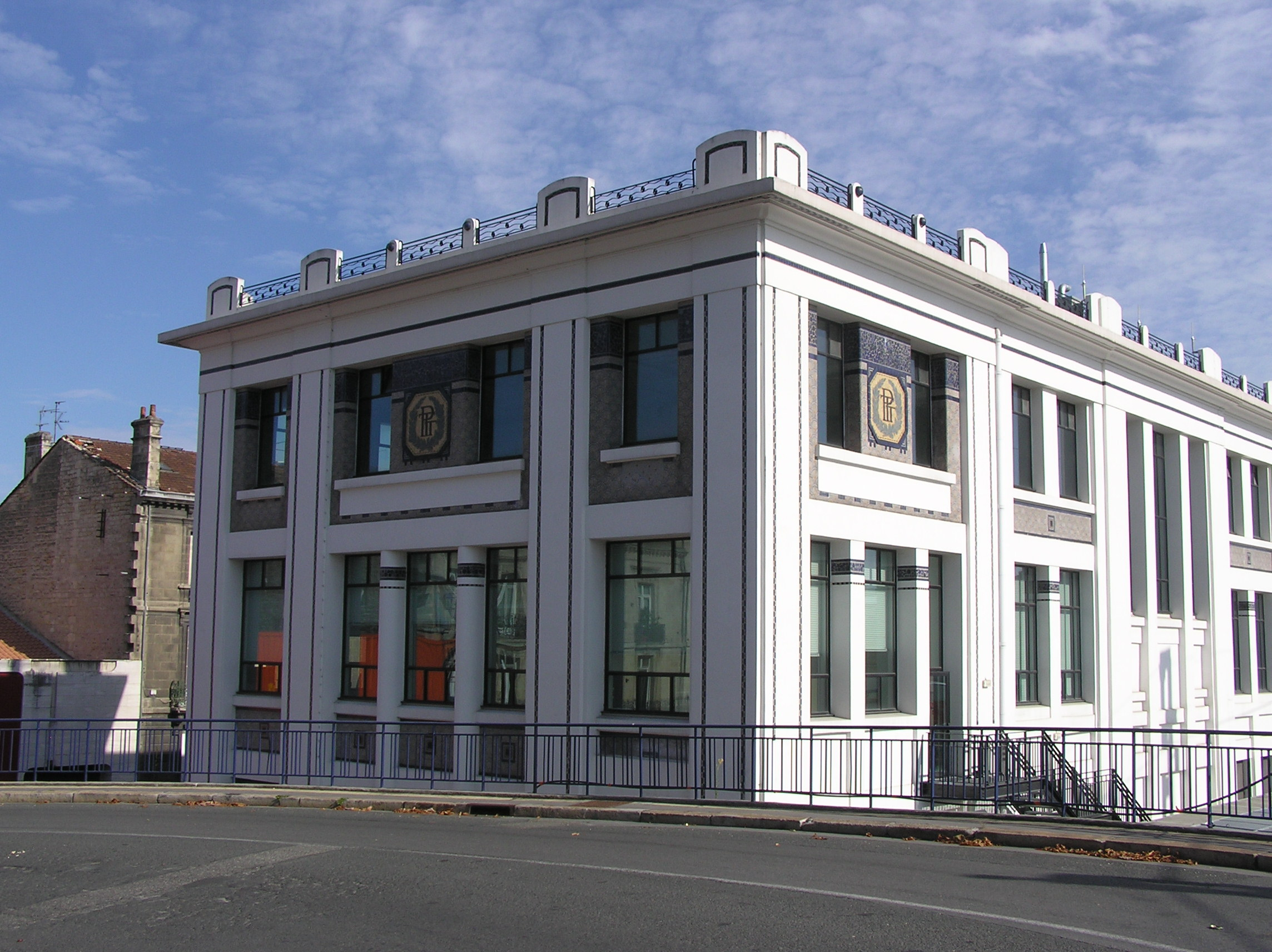
Bâtiment.

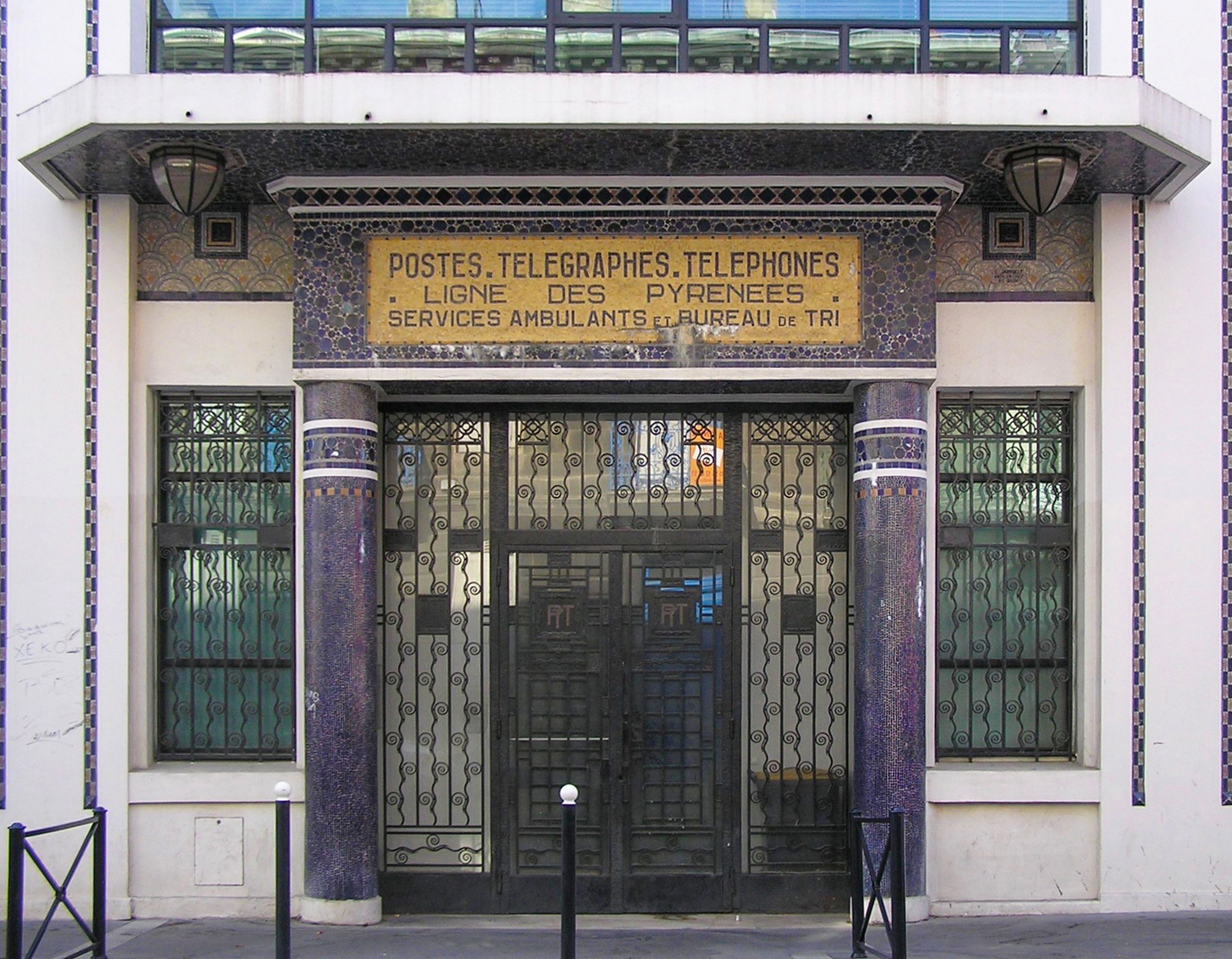
Porte d'entrée.

L'ancien centre de tri postal Saint-Jean de Bordeaux est situé rue Charles-Domercq, dans le quartier Saint-Jean à proximité de la gare Saint-Jean. En 2008, le bâtiment a reçu le label « Patrimoine du XXe siècle »
Rénové par Réseau ferré de France, le bâtiment accueille désormais un poste de commande informatisé de la gare de Bordeaux et le siège de l’établissement infra circulation de la SNCF.

## Historique
Le centre de tri postal Saint-Jean a été conçu en 1929 par l'architecte Léon Jaussely (1875-1932). De style Art déco, il est composé d'un bâtiment central et de deux pavillons aux extrémités. Ses façades sont décorées de mosaïques Gentil & Bourdet. La construction a lieu dans le cadre des grands projets promus par le maire Adrien Marquet.
Le bâtiment est situé à l’entrée nord de la gare Saint-Jean, face au nouveau pont ferroviaire de Bordeaux sur la Garonne, construit dans le cadre de l’opération de suppression du Bouchon ferroviaire. Il est situé au cœur d’un quartier appelé à connaître de profondes évolutions dans la perspective de l’arrivée en 2017 de la LGV Sud Europe Atlantique, dans le cadre de l'opération d'intérêt national dénommée Bordeaux-Euratlantique.

## Rénovation
Entre 2006 et 2008, Réseau ferré de France entreprend la réhabilitation du bâtiment, la maîtrise d'œuvre est confiée au
cabinet d’architectes bordelais Olivier Brochet, Emmanuel Lajus, et Christine Pueyo. Le projet vise à restituer l’édifice d’origine, y compris les cages des deux escaliers majestueux, tout en intégrant les caractéristiques techniques propres aux
activités ferroviaires.
Le projet de rénovation répond à la création de deux bâtiments en un, pour permettre la coexistence de deux identités associées :
- un poste de commande informatisé de la gare de Bordeaux
- le siège de l’établissement infra circulation de la SNCF installé en avril 2013 et le centre de commande à distance de la LGV Tours - Bordeaux fin 2016